# Arjun Pandit (lekkoatleta)
Arjun Pandit (ur. 21 czerwca 1959) – nepalski lekkoatleta, maratończyk, uczestnik Letnich Igrzysk Olimpijskich 1984.
Podczas Letnich Igrzysk Olimpijskich 1984 startował w biegu maratońskim. Zawodnik z Nepalu uzyskał czas 2:32:53 i przybiegł na metę jako 63. zawodnik (na 78 sklasyfikowanych, 29 zawodników nie ukończyło maratonu).

## Rekordy życiowe
| Dystans | Wynik (s) | Data |
| ------- | --------- | ---- |
| maraton | 2:21:06   | 1987 |